# Dick Ripley
Richard Nicholson Ripley, detto Dick (Ormesby, 23 giugno 1901 – Hartlepool, luglio 1996), è stato un velocista britannico, specializzato nei 400 metri piani.

## Palmarès
- Giochi olimpici

Parigi 1924: bronzo nella staffetta 4×400 metri.